# J-klasse (vrachtschip)

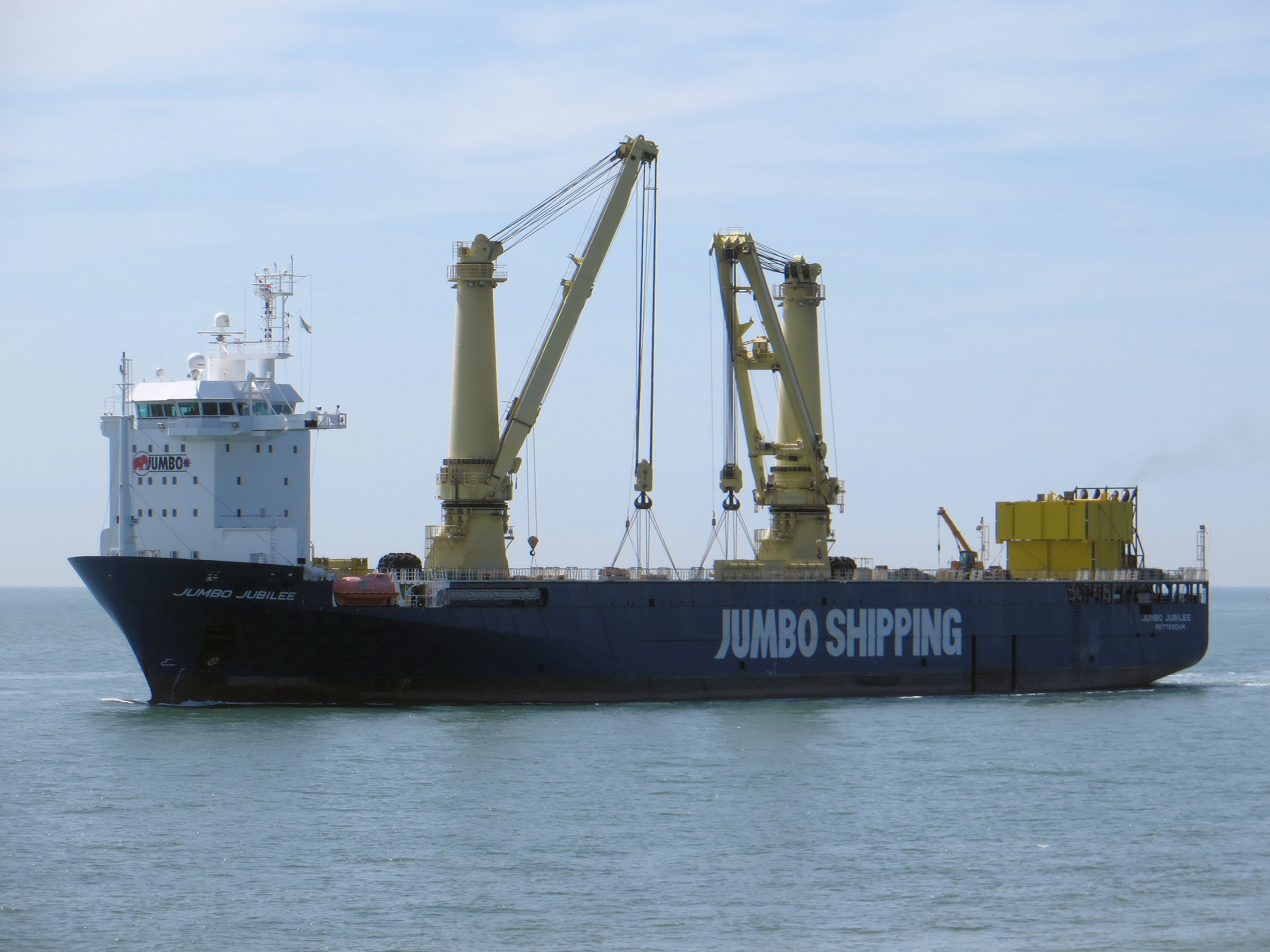
J-1600 klasse ten anker bij Vlissingen

De J-1800 klasse is een klasse van zwareladingschepen. Ze maken deel uit van de vloot van de Nederlandse rederij Jumbo. Er zijn vier schepen gebouwd van dit type: de Jumbo Javelin, de Jumbo Fairpartner, de Jumbo Fairplayer en de Jumbo Jubilee. Alle vier de schepen zijn gebouwd op de Damen-scheepswerf in Galați in Roemenië.

## Algemeen
De schepen werden gebouwd om te kunnen voldoen aan de behoefte van de industrie steeds grotere en zwaardere installaties in hun geheel aan boord te hijsen. De schepen hebben een lengte van 143 meter en zijn 26,5 meter breed. Ze hebben een maximale diepgang van 8,10 meter. Zelfs met de kraanarmen naar beneden hebben de schepen een hoogte van 47,32 meter. De ruimen van de schepen hebben een capaciteit van 19.500 m³. Het laagste ruim heeft een grootte van 102 × 17 × 6,85 meter en de dekbeplating kan een belasting van 12 ton/m² aan.
Het tussendek heeft een grootte van 82,70 × 17,00 × 5,65 meter en de dekbeplating kan een belasting van 7 ton/m² aan. De schepen hebben drie luikdeksels voorzien van cleats met een maximale belasting van 12 ton/m² en de vijf andere luikdeksels hebben een maximale belasting van 7 ton/m². De schepen zijn gebouwd met de accommodatie vooraan, zodat eventuele hoge ladingen aan dek het zicht vanaf de brug niet beperken. Ook is de accommodatie meer naar stuurboord geplaatst om extra lange ladingen gedeeltelijk naast de accommodatie te kunnen zetten. Om dit te kunnen doen, kan de bakboordbrugvleugel ook toegeklapt worden.

## Laadgerei
Om grote ladingsstukken aan boord te zetten, zijn de schepen uitgerust met twee mastkranen met een hefvermogen van 900 ton. De twee kranen kunnen ook met zijn tweeën tegelijk een ladingsstuk opheffen, waardoor het hefvermogen wordt verdubbeld. Om tijdens zulke ladingsoperaties hun stabiliteit te behouden, zijn J-1800-klasse schepen uitgerust met stabilisator-ballasttanks. Om deze tanks te vullen of om water van de ene zijde naar de andere te pompen, zijn deze schepen uitgerust met ballastpompen van zeer hoge capaciteit om uiterst snel watergewicht te kunnen verpompen teneinde het zware ladingsgewicht dat wordt gelost of geladen te compenseren. Als de ballastpompen en tanks onvoldoende zijn om het schip van een minimale stabiliteit te voorzien, dan kunnen speciale stabiliteitspontons aan de zijkant van het schip worden bevestigd.

## Voortstuwingsmachines
Voor de voorstuwing beschikken de J-1600-klasse schepen over twee hoofdmachines van 4320 kW. Op volle kracht geven deze machines een maximale snelheid van 17,5 knopen. Het gemiddelde verbruik van deze schepen ligt op 37t zware olie per dag op zee. En in de haven verbruikt het schip 3t zware olie of 1 ton diesel per dag.
Behalve de Fairpartner zijn de schepen ook uitgerust met een dynamisch positioneringssysteem. Dankzij dit systeem kunnen deze schepen zonder gebruik te maken van ankers in volle zee op hun plek blijven liggen. Dit geeft de mogelijkheid om voor de offshoreindustrie objecten op zee te installeren.